# Права ЛГБТ в Кабо-Верде
Гомосексуальные отношения в Кабо-Верде легальны с 2004 года. Однополые браки или союзы пока не имеют достаточной правовой защиты, наравне с гетеросексуальными.

## Правовой статус
В статье 71 Уголовного кодекса Кабо-Верде от 1886 года гомосексуальные отношения признавались противозаконными. В 2004 году в Уголовный кодекс были внесены изменения, и Кабо-Верде стала второй африканской страной, легализовавшей однополые союзы. После декриминализации гомосексуальных контактов возраст сексуального согласия был установлен на уровне 16 лет, тот же, что для гетеросексуальных контактов. В 2015 году возраст согласия был снижен до 14 лет. С 2008 года дискриминация по признаку сексуальной ориентации на рабочем месте запрещена статьями 45 часть 2 и 406 часть 3 Трудового кодекса Кабо-Верде. Касательно вопросов гомосексуальности и транссексуальности, Кабо-Верде является одной из самых толерантных стран Африки. Также, в 2008 года Кабо-Верде была одним из 66 стран, подписавших декларацию Генеральной Ассамблеи ООН о сексуальной ориентации и гендерной принадлежности. Согласно докладу Государственного департамента США от 2010 года, в Кабо-Верде «правовые норма позволили защитить гомосексуальное поведение. Тем не менее, социальная дискриминация по признаку сексуальной ориентации или гендерной идентичности по-прежнему является проблемой. В стране пока нет открыто действующей организации ЛГБТ».